# Mason Plumlee
Mason Alexander Plumlee (Fort Wayne, Indiana; 5 de marzo de 1990) es un jugador de baloncesto estadounidense que pertenece a la plantilla de los Phoenix Suns de la NBA. Con 2,08 metros de altura juega en la posición de pívot. Es hermano de los también baloncestistas Miles y Marshall Plumlee.

## Trayectoria deportiva

### Universidad
Tras haber disputado en 2009 el prestigioso McDonald's All-American Game, En su última temporada fue incluido en el mejor quinteto de la ACC, galardonado con el Pete Newell Big Man Award al mejor jugador alto de la liga universitaria, y elegido en el segundo quinteto All-American consensuado.

### Profesional

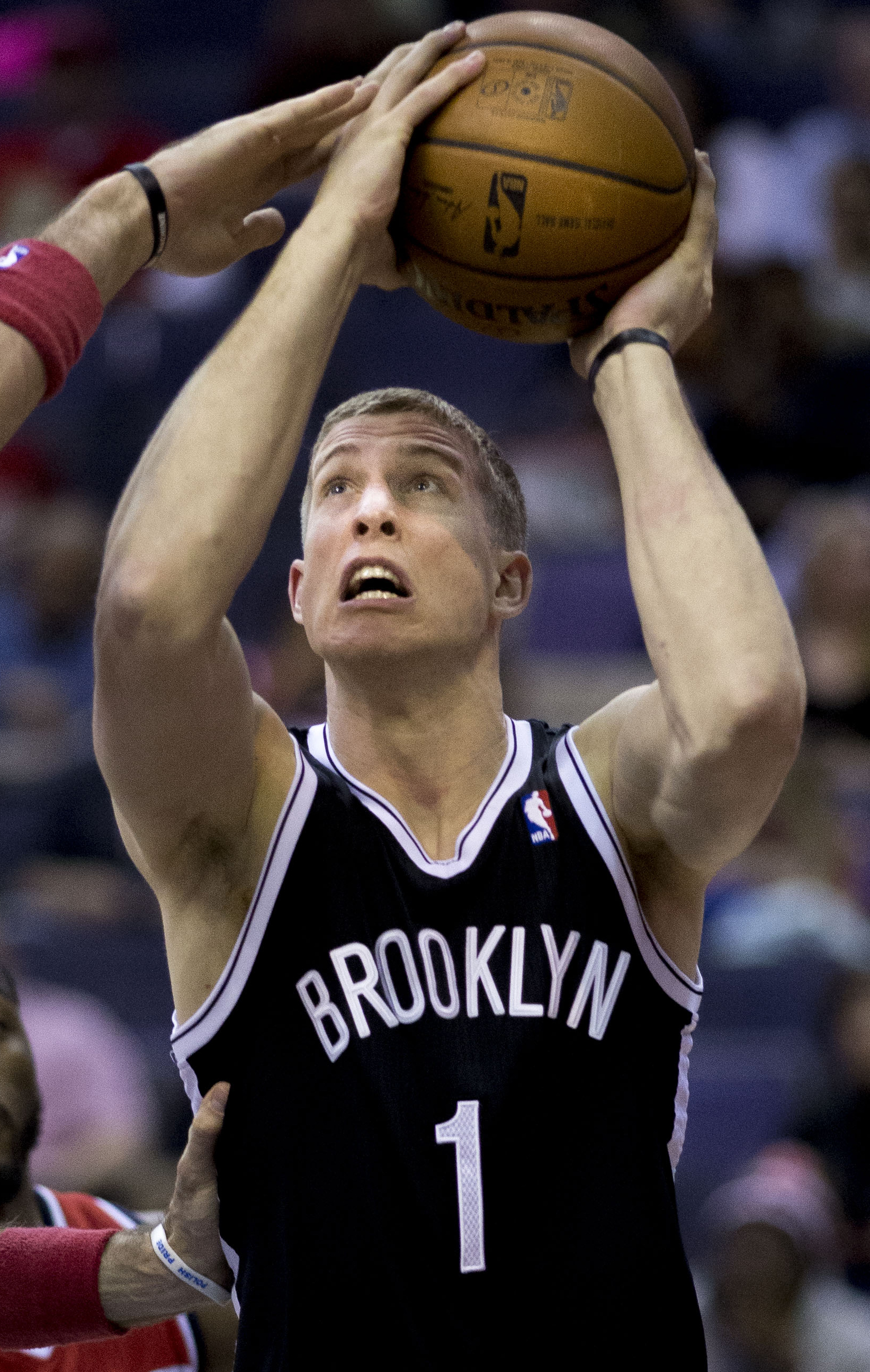
Plumlee con los Nets en 2014.

Fue elegido en la vigésima segunda posición del Draft de la NBA de 2013 por Brooklyn Nets, con los que debutó ante Orlando Magic en un partido en el que consiguió 2 puntos.
El 22 de mayo de 2014, fue elegido en el Mejor quinteto de rookies de la NBA de la temporada 2013-14.
El 25 de junio de 2015 es traspasado, junto a Pat Connaughton, a los Portland Trail Blazers a cambio de Steve Blake.
Tras dos años en Portland, el 13 de febrero de 2017, es traspasado a Denver Nuggets a cambio de Jusuf Nurkić.
Después de cuatro años en Denver, el 20 de noviembre de 2020, ficha por Detroit Pistons. El 14 de febrero de 2021, Plumlee registró el primer triple-doble de su carrera, con 17 puntos, 10 rebotes y 10 asistencias en la victoria ante New Orleans Pelicans. Esto le convirtió en el segundo jugador más veterano en conseguir su primer triple-doble (con 30 años y 346 días), solo por detrás de Patrick Ewing que lo hizo con 33 años en 1996.
El 6 de agosto de 2021, Plumlee y los derechos del draft de JT Thor fueron traspasados a los Charlotte Hornets a cambio de los derechos del draft de Balša Koprivica.
El 9 de febrero de 2023 es traspasado a Los Angeles Clippers, a cambio de Reggie Jackson.
El 3 de julio de 2023 renueva por una temporada más con los Clippers.
El 1 de julio de 2024 firma por una temporada con Phoenix Suns.

### Selección nacional
Plumlee fue parte del combinado juvenil estadounidense que perdió la final contra Argentina en el Campeonato FIBA Américas Sub-18 de 2008.
Con la selección absoluta conquistó el título en el Mundial de España de 2014. Cinco años después disputó también el Mundial de China de 2019, donde su equipo terminó séptimo.

## Estadísticas de su carrera en la NBA

### Temporada regular
| Año     | Equipo        | PJ  | PT  | MPP  | %TC  | %3P  | %TL  | RPP | APP | ROB | TPP | PPP  |
| ------- | ------------- | --- | --- | ---- | ---- | ---- | ---- | --- | --- | --- | --- | ---- |
| 2013-14 | Brooklyn      | 70  | 22  | 18.2 | .659 | .000 | .626 | 4.4 | .9  | .7  | .8  | 7.4  |
| 2014-15 | Brooklyn      | 82  | 45  | 21.3 | .573 | .000 | .495 | 6.2 | .9  | .8  | .8  | 8.7  |
| 2015-16 | Portland      | 82  | 82  | 25.4 | .516 | .000 | .642 | 7.7 | 2.8 | .8  | 1.0 | 9.1  |
| 2016-17 | Portland      | 54  | 54  | 28.1 | .532 | .000 | .567 | 8.0 | 4.0 | .9  | 1.2 | 11.1 |
| 2016-17 | Denver        | 27  | 10  | 23.4 | .547 | .000 | .618 | 6.4 | 2.6 | .7  | 1.1 | 9.1  |
| 2017-18 | Denver        | 74  | 26  | 19.5 | .601 | .000 | .456 | 5.4 | 1.9 | .7  | 1.1 | 7.1  |
| 2018-19 | Denver        | 82  | 17  | 21.1 | .593 | .200 | .561 | 6.4 | 3.0 | .8  | .9  | 7.8  |
| 2019-20 | Denver        | 61  | 1   | 17.3 | .615 | .000 | .535 | 5.2 | 2.5 | .5  | .6  | 7.2  |
| 2020-21 | Detroit       | 56  | 56  | 26.8 | .614 | .000 | .669 | 9.3 | 3.6 | .8  | .9  | 10.4 |
| 2021-22 | Charlotte     | 73  | 73  | 24.6 | .641 | .000 | .392 | 7.7 | 3.1 | .8  | .7  | 6.5  |
| 2022-23 | Charlotte     | 56  | 56  | 28.5 | .669 | –    | .605 | 9.7 | 3.7 | .6  | .6  | 12.2 |
| 2022-23 | L.A. Clippers | 23  | 4   | 19.9 | .727 | —    | .772 | 6.9 | 1.7 | .5  | .5  | 7.5  |
| 2023-24 | L.A. Clippers | 46  | 11  | 14.7 | .569 | .000 | .707 | 5.1 | 1.2 | .3  | .4  | 5.3  |
| 2024-25 | Phoenix       | 74  | 21  | 17.6 | .619 | .000 | .648 | 6.1 | 1.8 | .4  | .6  | 4.5  |
| Total   | Total         | 860 | 478 | 21.9 | .595 | .039 | .577 | 6.7 | 2.4 | .7  | .8  | 8.0  |

### Playoffs
| Año   | Equipo        | PJ | PT | MPP  | %TC  | %3P  | %TL  | RPP  | APP | ROB | TPP | PPP |
| ----- | ------------- | -- | -- | ---- | ---- | ---- | ---- | ---- | --- | --- | --- | --- |
| 2014  | Brooklyn      | 10 | 0  | 11.4 | .438 | .000 | .444 | 2.3  | .2  | .3  | .7  | 2.2 |
| 2015  | Brooklyn      | 6  | 0  | 8.2  | .667 | .000 | .364 | 1.3  | .3  | .7  | .3  | 2.0 |
| 2016  | Portland      | 11 | 11 | 27.8 | .400 | .000 | .636 | 11.8 | 4.8 | .6  | 1.0 | 7.0 |
| 2019  | Denver        | 14 | 0  | 15.6 | .511 | .000 | .571 | 4.4  | 1.5 | .5  | .7  | 4.6 |
| 2020  | Denver        | 19 | 0  | 10.9 | .487 | .000 | .667 | 3.2  | 1.3 | .2  | .4  | 2.4 |
| 2023  | L.A. Clippers | 5  | 0  | 18.2 | .875 | —    | .929 | 6.8  | 1.8 | .4  | .4  | 8.2 |
| Total | Total         | 65 | 11 | 15.1 | .495 | .000 | .603 | 4.9  | 1.7 | .4  | .6  | 4.0 |